# بوگاتی چنتو دیه‌چی
بوگاتی چِنتو دیه‌چی (به ایتالیایی: Bugatti Centodieci) به معنی عدد «۱۱۰»، یک خودروی اسپورت موتور وسط ساخت شرکت فرانسوی بوگاتی اتومبیلز است که به تعداد محدودی تولید شده است. این خودرو در واقع ادای دِینی به بوگاتی ئی‌بی۱۱۰ و ۱۱۰ سالگی برند بوگاتی است. چِنتو دیه‌چی در واقع ۲۰ کیلوگرم سبک‌تر از بوگاتی شیرون بوده و با یک موتور کواد-توربوشارژ ۱۶ واتی با حجم ۸٬۰۰۰ سانتی‌متر مکعب (۸٫۰ لیتر؛ ۴۸۸٫۲ اینچ مکعب)، در رده ۱٬۵۷۸ اسب بخار (۱٬۶۰۰ اسب بخار متری؛ ۱٬۱۷۷ کیلووات) نیرو در دور موتور ۷٬۰۰۰ دور بر دقیقه قرار می‌گیرد. از این خودرو تنها ۱۰ دستگاه به ارزش هر کدام ۸ میلیون یورو (نزدیک به ۸٫۹ میلیون دلار آمریکا) تولید شده است.

## طراحی
در ساخت چِنتو دیه‌چی از دو مدل شیرون و ئی‌بی۱۱۰ الهام گرفته شده است؛ به‌طور مثال، ورودی‌های پنج‌گانهٔ هوا که نمادی از الماس هستند و طراحی گوه‌مانند. یک رادیاتور کوچک نعل اسبی مشبک که در زیر چراغ‌های جلویی تعبیه شده، برگرفته شده از طراحی ئی‌بی۱۱۰ است. چراغ‌های ال‌ای‌دی جلویی باریکی که حتی در روز هم قابلیت روشن ماندن دارند، و شیارهای تیز روی بدنه خودرو، به آن یک ظاهر خشن داده است. خودرو در عقب دارای ۸ چراغ، اگزوزهای ۴ لوله‌ای رنگ‌آمیزی شده به‌رنگ سیاه مات که در دو سوی دیفیوزر بزرگ واقع شده‌اند، یک بادشکن زیربدنه‌ای و یک باله عقبی معلق ثابت است. به سبب بهره‌گیری از فنون طراحی رایانه‌ای سه‌بعدی و بهره‌گیری از فناوری واقعیت مجازی، گروه طراحی تنها ۶ ماه برای طراحی چِنتو دیه‌چی زمان صرف کرده‌اند.

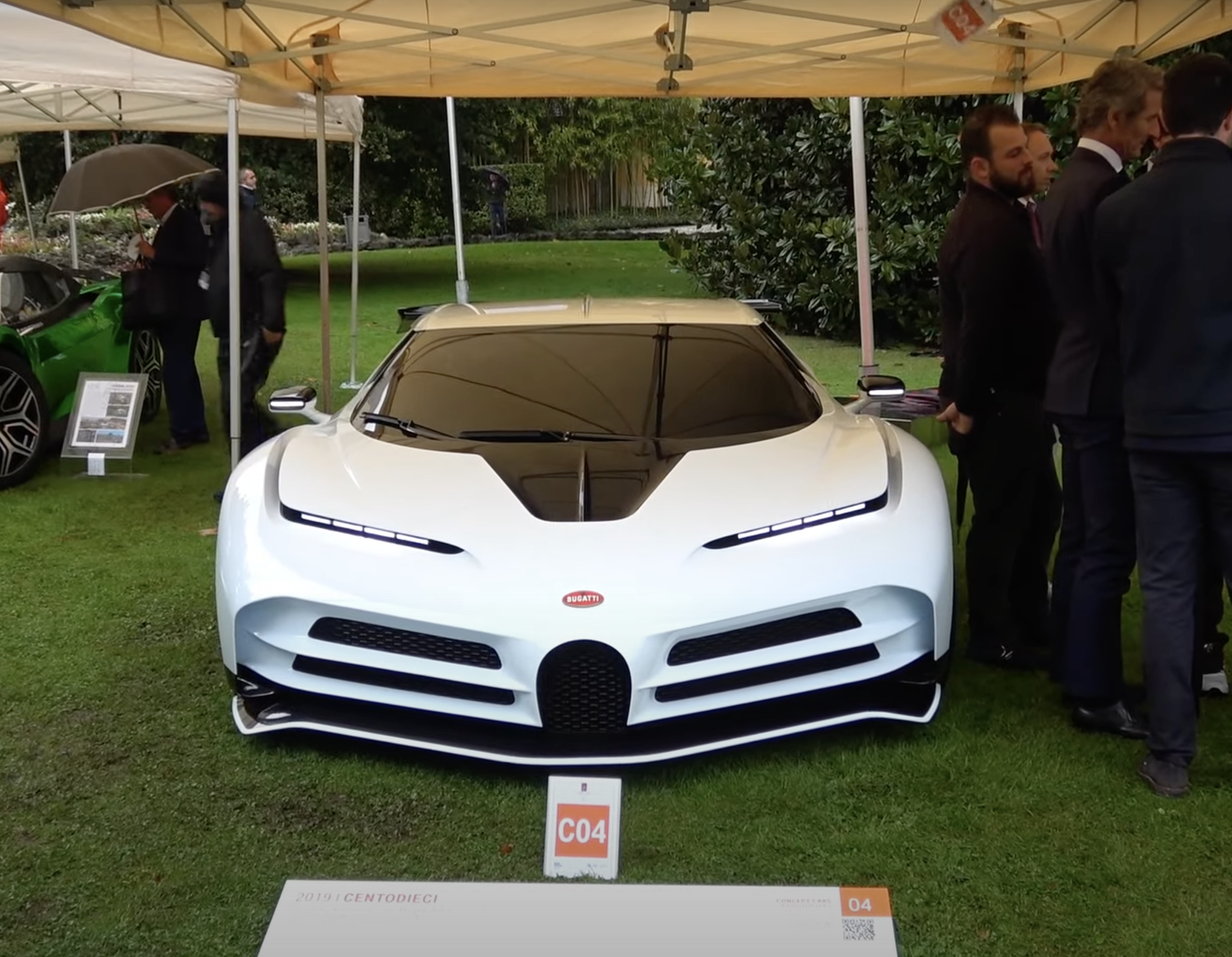
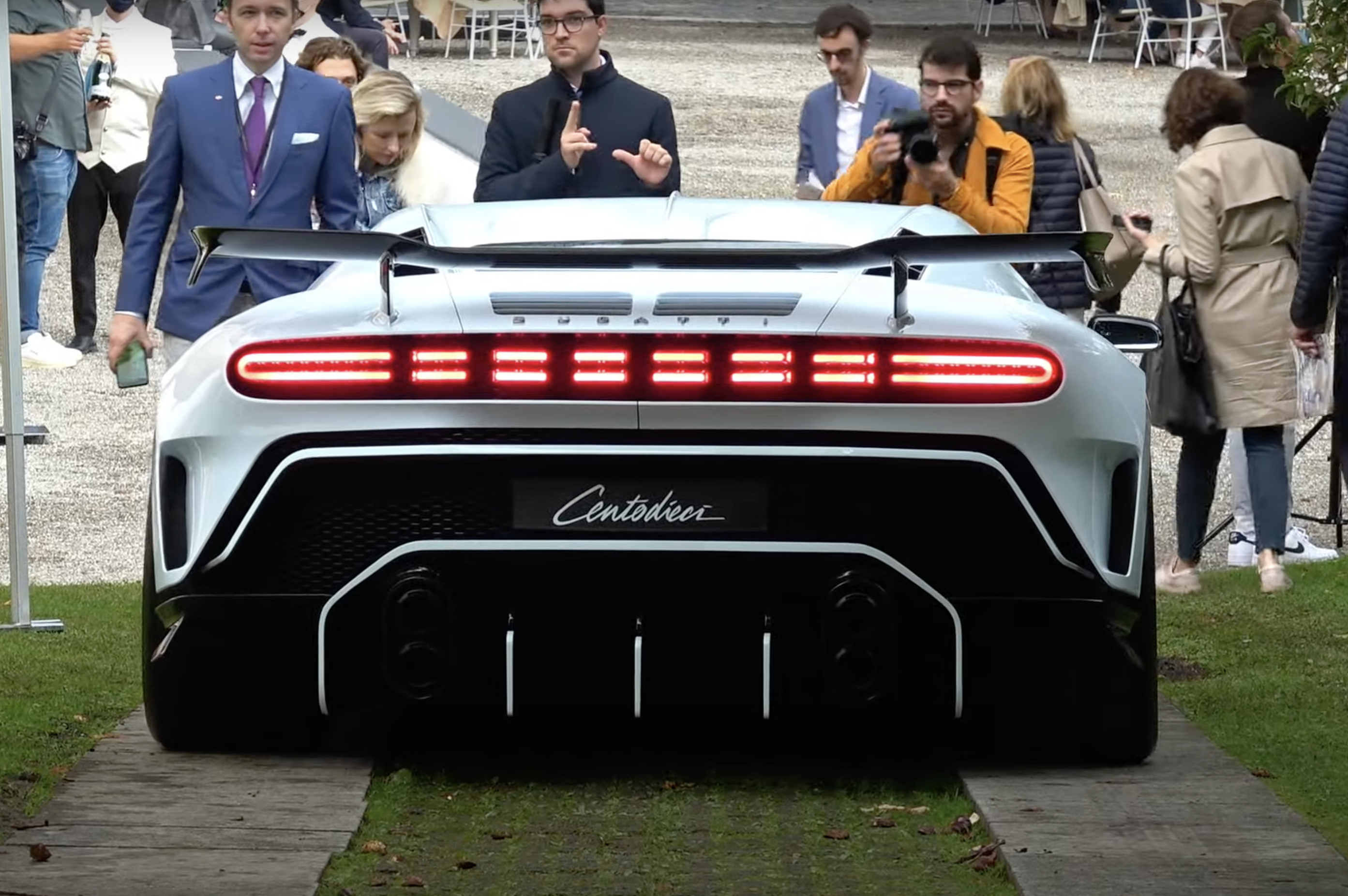

## عملکرد
شتاب چِنتو دیه‌چی از ۰ تا ۱۰۰ کیلومتر بر ساعت (۶۲ مایل بر ساعت) در ۲٫۴ ثانیه، ۰ تا ۲۰۰ کیلومتر بر ساعت (۱۲۴ مایل بر ساعت) در ۶٫۱ ثانیه و ۰ تا ۳۰۰ کیلومتر بر ساعت (۱۸۶ مایل بر ساعت) در ۱۳٫۱ ثانیه اتفاق می‌افتد که بیشینهٔ سرعت آن نیز به صورت نرم‌افزاری به ۴۰۰ کیلومتر بر ساعت (۲۵۰ مایل بر ساعت) محدود شده است. وزن خالص خودرو نیز ۱٬۹۷۶ کیلوگرم (۴٬۳۵۶ پوند) است.

## تولید
تنها ۱۰ دستگاه از خودروی چِنتو دیه‌چی در سراسر جهان و به صورت دست‌ساز در کارخانه شرکت بوگاتی واقع در مولشایم تولید شده و در سال ۲۰۲۱ نیز به مشتریان تحویل داده شده است.